# شقة فيصل (مسلسل)
شقة فيصل مسلسل كوميدي درامي مصري، من بطولة كريم محمود عبد العزيز وأيتن عامر ومن إخراج شيرين عادل.

## قصة المسلسل
تدور الأحداث حول مطرب شعبي «ميزو القناص»  لتحقيق احلامه و تعرضه لضغوطات الحياة

## طاقم العمل
- كريم محمود عبد العزيز
- أيتن عامر
- أحمد فتحي
- نسرين أمين
- وائل نور
- مي القاضي
- مصطفى أبو سريع
- ثراء جبيل
- أميرة نايف
- منة عرفة
- صلاح عبد الله
- جيهان قمري
- محمود الليثي
- أحمد حلاوة
- صبري عبد المنعم
- بدرية طلبة
- ضياء الميرغني
- محمد محمود
- ناهد رشدي
- عبد الرحيم حسن
- عفاف حمدي
- حمدي هيكل
- محمود غريب
- ناصر شاهين
- إسماعيل فرغلي
- ريكو